# NGC 958
NGC 958 é uma galáxia espiral barrada (SBc) localizada na direcção da constelação de Cetus. Possui uma declinação de -02° 56' 27" e uma ascensão recta de 2 horas, 30 minutos e 42,5 segundos.
A galáxia NGC 958 foi descoberta em 20 de Setembro de 1784 por William Herschel.